# Nine Months - Imprevisti d'amore
Nine Months - Imprevisti d'amore (Nine Months) è un film di Chris Columbus del 1995, remake hollywoodiano del film di Patrick Braoude Nove mesi (Neuf mois), del 1994.
Il film rappresenta il primo ruolo in un film statunitense di Hugh Grant ed è stato filmato a San Francisco.

## Trama
Lo psicologo infantile Samuel Faulkner ha una storia d'amore con l'insegnante di danza Rebecca Taylor. Tuttavia lei vorrebbe sposarsi ed avere dei figli, mentre lui è contrario al matrimonio. Un giorno Rebecca confessa a Samuel di essere rimasta incinta e Samuel entra in crisi, temendo di non poter essere un buon padre e che la presenza di un figlio possa minare il rapporto con la compagna. Le paure di Samuel si intensificano dopo l'incontro con Marty e Gail, una coppia sposata e con tre figlie; anche i consigli che ha dal suo amico single Sean non lo aiutano. Inizia perciò a trascurare Rebecca e lei, stufa di questa situazione, lo lascia e se ne va da Marty e Gail con cui intensifica il rapporto amichevole.
Da ciò, Samuel capisce di amare Rebecca e di non poter vivere senza di lei e così cerca di riconquistarla ma lei evita qualsiasi contatto con lui, rifiutando anche di rispondere alle sue chiamate. Lui reagisce frequentando di più il suo amico Sean: ad una festa conosce una bella ragazza che si dimostra interessata a lui, ma lui rifiuta. Dopo aver visto un video sull'ecografia del figlio, Samuel capisce che è il momento di assumersi le sue responsabilità: vende la sua Porsche, acquista un furgone e riesce a riconquistare Rebecca che alla fine sposa. Tempo dopo, i due hanno un figlio, nello stesso giorno in cui anche Marty e Gail hanno la loro quarta figlia.

## Colonna sonora
La colonna sonora del film è stata pubblicata su CD dalla Milan Records il 18 luglio 1995.
1. Time of Your Life - Little Steven 5:56
2. Let's Get It On - Marvin Gaye 3:58
3. Turn Back the Hands of Time - Tyrone Davis 2:38
4. Baby, Baby - Hans Zimmer 4:00
5. It's a Boy - Hans Zimmer 9:17
6. Voodoo Woman - Hans Zimmer 3:54
7. Baby's Room - Hans Zimmer 4:13
8. From Russia... - Hans Zimmer 0:59
9. We Can Work It Out - Hans Zimmer 5:04
10. Open Your Eyes - Hans Zimmer 4:32

## Accoglienza

### Incassi
Il film è stato distribuito in 1458 sale il 14 luglio 1995 ed ha incassato nella prima settimana circa 12 milioni di dollari. In totale il film ha incassato 69 milioni di dollari negli Stati Uniti e 138 in tutto il mondo.

### Critica
Il film ha ricevuto critiche generalmente negative, ed attualmente ha un giudizio del 25% sul sito Rotten Tomatoes. Roger Ebert ha dato al film due stelle, dicendo, "Nine Months è uno di quei film in cui il finale è abbondantemente chiaro a tutti, tranne che al protagonista, che rimane nella sfortunata posizione di fare lo stupido, perché se non lo facesse, non ci sarebbe una trama."

## Distribuzione

### Date di uscita
- Stati Uniti: 12 luglio 1995
- Corea del Sud: 2 settembre 1995
- Australia: 7 settembre 1995
- Danimarca: 6 ottobre 1995
- Paesi Bassi: 19 ottobre 1995
- Regno Unito: 20 ottobre 1995
- Finlandia: 27 ottobre 1995 (Yhdeksän kuukautta)
- Grecia: 27 ottobre 1995 (Ennea mines)
- Norvegia: 27 ottobre 1995
- Portogallo: 27 ottobre 1995 (Nove Meses)
- Francia: 8 ottobre 1995 (Neuf mois encore)
- Spagna: 20 ottobre 1995 (Nueve meses)
- Filippine: 29 novembre 1995
- Germania: 30 novembre 1995 (Neun Monate)
- Polonia: 1º dicembre 1995
- Svezia: 1º dicembre 1995 (Nio månader)
- Ungheria: 7 dicembre 1995 (Áldatlan állapotban)
- Hong Kong: 22 dicembre 1995
- Turchia: 12 gennaio 1996 (Dokuz ay)
- Argentina: 18 gennaio 1996 (Nueve meses)

## Riconoscimenti
- 1996 - American Comedy Awards
  - Nomination Attore non protagonista più divertente Robin Williams
  - Nomination Attrice non protagonista più divertente a Joan Cusack
- 1996 - Premio YoGa
  - Peggior attore straniero a Hugh Grant